# Жмаев, Николай Романович
Николай Романович Жмаев (1916—2000) — старшина Рабоче-крестьянской Красной Армии, участник Великой Отечественной войны, Герой Советского Союза (1945).

## Биография
Николай Жмаев родился 8 мая 1916 года в посёлке Миасс (ныне — город в Челябинской области). Окончил школу, после чего работал столяром на Миасском напилочном заводе. В 1937 году Жмаев окончил школу фабрично-заводского ученичества в Златоусте, после чего работал слесарем на Миасском инструментальном заводе. В том же году он был призван на службу в Рабоче-крестьянскую Красную Армию. В 1938 году Жмаев окончил школу младших авиационных специалистов. Участвовал в боях на Халхин-Голе. С начала Великой Отечественной войны — на её фронтах. Принимал участие в боях на Западном, Брянском, Северо-Западном, 1-м Украинском фронтах. Совершал боевые вылеты в качестве стрелка-радиста экипажа самолёта «Пе-2».
К апрелю 1945 года гвардии старшина Николай Жмаев был начальником связи эскадрильи 36-го гвардейского авиаполка 202-й бомбардировочной авиадивизии 4-го бомбардировочного авиакорпуса 2-й воздушной армии 1-го Украинского фронта. К тому времени он совершил 300 боевых вылетов на бомбардировку скоплений боевой техники и живой силы противника. В воздушных боях он сбил 3 вражеских самолёта лично и ещё 5 в группе, а также уничтожил 12 самолётов противника на земле.
Указом Президиума Верховного Совета СССР от 27 июня 1945 года за «образцовое выполнение заданий командования и проявленные мужество и героизм в боях с немецкими захватчиками» гвардии старшина Николай Жмаев был удостоен высокого звания Героя Советского Союза с вручением ордена Ленина и медали «Золотая Звезда» за номером 7698.
Конец войны Жмаев встретил в Германии. Участвовал в Параде Победы. В 1945 году был демобилизован. Вернулся в Миасс, работал сначала в Миасском городском комитете ВКП(б), затем директором Миасской обувной фабрики, завода «Уралрезина». В 1977 году вышел на пенсию. Скончался 12 декабря 2000 года.
Почётный гражданин Миасса. Был награждён двумя орденами Ленина, двумя орденами Красного Знамени, орденом Отечественной войны 1-й степени, рядом медалей.

## Память
- Мемориальная доска герою установлена на мемориальном комплексе славы в городе Златоуст Челябинской области.

Мемориальная доска в городе Златоуст Челябинской области